# Alexandra Dinges-Dierig

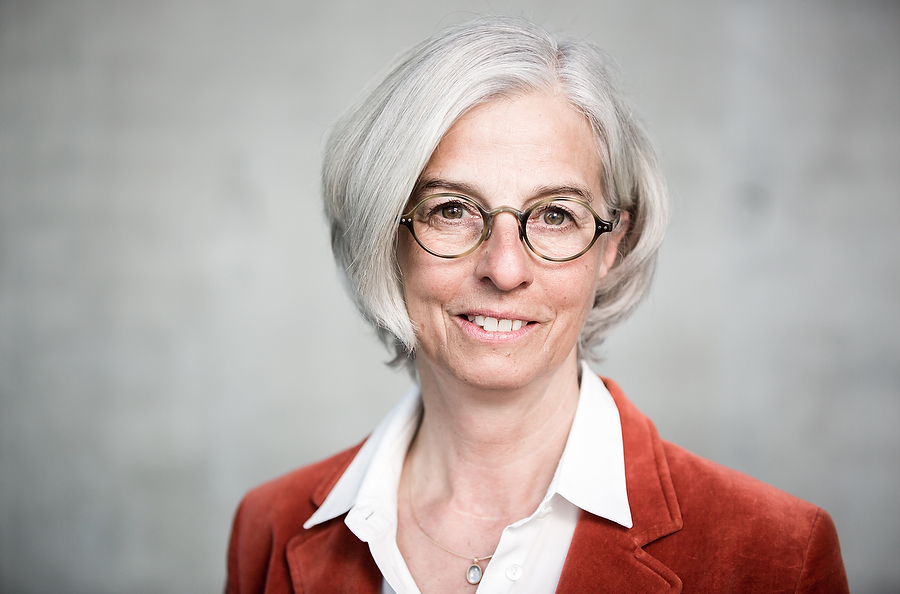
Alexandra Dinges-Dierig

Alexandra Dinges-Dierig (* 17. Februar 1953 in Lübeck) ist eine deutsche Volkswirtin und Politikerin (CDU). Sie war von 2004 bis 2008 Senatorin für Bildung und Sport der Freien und Hansestadt Hamburg. 2011 kandidierte sie für das Amt des Lübecker Bürgermeisters, unterlag jedoch in der Stichwahl dem Amtsinhaber Bernd Saxe. Von 2013 bis 2017 war sie Bundestagsabgeordnete.

## Familie und Beruf
Nach dem Abitur 1972 an der Internats-Schule Birklehof in Hinterzarten (für die sie bis heute – Jan. 2019 – als Vorsitzende des Schulvorstands fungiert) absolvierte Alexandra Dinges-Dierig ein Studium der Volkswirtschaftslehre an der Albert-Ludwigs-Universität Freiburg, das sie 1977 als Diplom-Volkswirtin beendete. Danach war sie bis 1979 als wissenschaftliche Hilfskraft am Volkswirtschaftlichen Seminar an der Universität Freiburg im Breisgau tätig, trat dann in das Referendariat für das Höhere Lehramt an beruflichen Schulen ein und beendete die Referendariatszeit 1981 mit dem Staatsexamen. Anschließend arbeitete sie bis 1991 als Lehrerin an der Kaufmännischen Schule in Emmendingen.
Von 1996 bis 1998 war sie im Ministerium für Kultus und Sport des Landes Baden-Württemberg Referentin des Vorsitzenden des Schulausschusses der Kultusministerkonferenz. 1999 wechselte sie als Leiterin des Ministerbüros in das Kultusministerium des Landes Hessen und übernahm 2001 schließlich die Leitung des Landesinstituts für Schule und Medien des Landes Berlin. Nach ihrer Tätigkeit als Senatorin der Freien und Hansestadt Hamburg gründete Alexandra Dinges-Dierig im Jahr 2009 die Beratungsfirma assconsulting mit der Aufgabe „die verschiedenen Kräfte der Wirtschaft zum Nutzen aller zusammenzubringen.“ () Das Unternehmen will andere Unternehmer dabei beraten und unterstützen, gesellschaftliche Verantwortung zu übernehmen.
Alexandra Dinges-Dierig ist verheiratet, hat zwei Kinder und zwei Enkelkinder.

## 2004–2008: Senatorin für Bildung und Sport
Vom 17. März 2004 bis zum Mai 2008 gehörte sie als Senatorin für Bildung und Sport dem von Ole von Beust geleiteten Senat der Freien und Hansestadt Hamburg an.
Seit 2005 trieb Alexandra Dinges-Dierig eine weitreichende Schulreform in Hamburg voran. Das Ziel dieser Reform war, das vielgliedrige Schulsystem in Hamburg, bis dahin bestehend aus 14 Schulformen, zu vereinfachen und die Zahl der sogenannten „Risikoschüler“ zu verringern. 2006 nahm eine Enquete-Kommission der Hamburgischen Bürgerschaft die Arbeit auf. Alexandra Dinges-Dierig warb darum, dass sich die Kommission um die Alltagsprobleme der Schüler kümmern solle und Vorschläge unterbreite, wie die Zahl der Risikoschüler zu verringern sei. Nach fast eineinhalbjähriger Tätigkeit veröffentlichte die Enquete-Kommission ihren Abschlussbericht. Er sah die Einführung eines „Zwei-Säulen-Modells“ vor. Alexandra Dinges-Dierig richtete daraufhin in ihrer Behörde einen Planungsstab ein, der sich speziell mit den 184 Empfehlungen der Kommission auseinandersetzen sollte. Im Januar 2008 präsentierte Alexandra Dinges-Dierig dann die ersten Eckpunkte und einen Zeitplan zur Umsetzung der Schulreform.
In der Zeit als Senatorin war sie 2007 verantwortlich für einen Sponsoring- und Werberichtlinienentwurf für die Schulen der Hansestadt Hamburg. Laut diesem Entwurf sollen Unternehmen die Möglichkeit erhalten, ihre Produkte an Schulen zu bewerben. Dadurch sollten die Schulen in die Lage versetzt werden, mit diesen Geldern ihre Ausstattung zu verbessern.
Im Oktober 2007 wurde ihr als Vertreterin der Behörde für Bildung und Sport der Stadt Hamburg ein Big Brother Award in der Kategorie „Regional“ für die Einrichtung eines Schülerzentralregisters verliehen, mit dem auch ausländische Familien ohne Aufenthaltserlaubnis hätten aufgespürt werden können.
Ihr Vorschlag kurz vor der Wahl im Februar 2008, die gestiegenen schulischen Anforderungen an Kinder durch Einführung von weiterem Schulunterricht am Samstag zu „entzerren“, stieß in Hamburg auf breite Ablehnung. Auch der amtierende Erste Bürgermeister von Beust (CDU) distanzierte sich.

## 2008–2011: Mitglied der Hamburgischen Bürgerschaft
Im Februar 2008 konnte Alexandra Dinges-Dierig bei der Bürgerschaftswahl über die Landesliste ins Parlament einziehen. Ihr Mandat ruhte bis Mai 2008. Für ihre Fraktion war sie Mitglied im Ausschuss für Gesundheit und Verbraucherschutz, im Haushaltsausschuss, im Wissenschaftsausschuss sowie im Unterausschuss für die Prüfung der Haushaltsrechnung. Im Jahr 2011 schied sie aus dem Parlament aus.
Im November 2008 kritisierte Alexandra Dinges-Dierig ihre Nachfolgerin im Amt der Schulsenatorin, Christa Goetsch. Diese setzte sich damals in Hamburg für die Abschaffung der vierjährigen Grundschule und die Einführung einer sechsjährigen Primarschule ein. Alexandra Dinges-Dierig sagte den Medien, dass sie die Reform zum jetzigen Zeitpunkt für „nicht gut“ halte. Vielmehr hätten ihrer Meinung nach die bereits angeschobenen Reformen und dort insbesondere die Einführung des Zwei-Säulen-Modells umgesetzt werden müssen.

## 2011: Kandidatur für das Lübecker Bürgermeisteramt
Im August 2011 erklärte sie in den Lübecker Nachrichten für die Lübecker CDU bei der Wahl um das Amt des Bürgermeisters der Hansestadt Lübeck am 6. November 2011 gegen den langjährigen Amtsinhaber Bürgermeister Bernd Saxe (SPD) anzutreten. Das Amt des Lübecker Bürgermeisters wurde bislang noch nie von einer Frau geführt. Neben der CDU wurde Alexandra Dinges-Dierig für die Bürgermeisterwahl in Lübeck ebenfalls von den Wählervereinigungen „Freie Unabhängige Lübecker“ (FUL) und den „Bürgern für Lübeck“ (BfL) nominiert und von der FDP unterstützt.
Bei der Bürgermeisterwahl (amtliches Endergebnis in Klammern) am 6. November 2011 traf Sozialdemokrat Bernd Saxe (42,1 %; 2005 im ersten Wahlgang: 47,2 %) auf fünf konkurrierende Herausforderer. Die Herausforderin der CDU Alexandra Dinges-Dierig kam auf 28,0 %. Zudem stellten sich noch Thorsten Fürter von Bündnis 90/Die Grünen (19,4 %) sowie drei weitere Bewerber zur Wahl. Bei der Stichwahl am 20. November 2011 unterlag sie Bernd Saxe, auf den 61,2 Prozent der Stimmen entfielen, mit 38,8 Prozent.

## 2012
Am 21. April schlug Jost de Jager sie auf einer Wahlkampf-Veranstaltung der CDU in Wedel als Bildungsministerin für Schleswig-Holstein vor, falls die CDU nach dem 6. Mai die Regierung stellen sollte.

## Bundestagsabgeordnete
Dinges-Dierig wurde im Oktober 2012 von der Lübecker CDU – ohne Gegenkandidaten mit 89,2 Prozent der Stimmen – zur Direktkandidatin des Wahlkreises Lübeck für den Bundestag gewählt. Sie wurde über einen aussichtsreichen Landeslistenplatz abgesichert, da ihre SPD-Gegenkandidatin Gabriele Hiller-Ohm seit 2003 das Lübecker Direktmandat gewonnen hatte. Über die Landesliste zog sie schließlich in den Bundestag ein. Ende 2016 kündigte sie an, bei der nächsten Bundestagswahl 2017 nicht wieder zu kandidieren. Sie zählt zu den 75 Unionsabgeordneten – 68 von der CDU (26,9 % aller CDU-Abgeordneten) und 7 von der CSU (12,5 % aller CSU-Abgeordneten) – die im Juli 2017 für die Gleichgeschlechtliche Ehe gestimmt haben.